# وردن ان لورگیس
وردن ان لورگیس (به فرانسوی: Verdun-en-Lauragais) یک کامین در فرانسه است که در Canton of Castelnaudary-Nord واقع شده‌است.

## خصوصیات
وردن ان لورگیس ۲۰٫۲۱ کیلومترمربع مساحت و ۲۵۱ نفر جمعیت دارد و ۳۳۳ متر بالاتر از سطح دریا واقع شده‌است.